# ASUKA (雑誌)
『ASUKA』（あすか）は、KADOKAWA（2013年までは角川書店）から発行されている漫画雑誌。1985年に創刊。毎月24日（日曜日の場合は23日）に翌々月号が発売される月刊誌『月刊Asuka』であったが、2021年5月24日発売の2021年7月号より隔月刊化され、誌名を『ASUKA』に改めた。隔月刊化後は、奇数月に発売されている。

## 概要
創刊号は1985年8月号（6月発売）。ローマ字表記はかつてはASUKAだったが、Asukaになり、隔月刊としてリニューアル後はASUKAになった。表紙には、『Asuka』の上部に「月刊あすか」と記載されていた。少女漫画雑誌ではあるが、漫画面では『少年エース』と同等で、少女漫画で主流の恋愛漫画は皆無である。森永あいの『山田太郎ものがたり』、杉崎ゆきるの『D・N・ANGEL』、小田切ほたるの『裏切りは僕の名前を知っている』、原作：吉田直、絵：九条キヨ、キャラクター原案：THORES柴本の『トリニティ・ブラッド』などが連載されている。『月刊Asuka』に掲載され単行本化される作品は『あすかコミックス』レーベルにおいて刊行されている。増刊誌として『別冊あすか』などがある。『月刊Asuka』独自の漫画賞として『Asuka新人漫画賞』が190回以上続いていたが、2009年より角川書店が発行する漫画雑誌5誌合同の『角川漫画新人賞』に統合された。2009年10月の『ビーンズエース』の廃刊に伴い一部作品が、2012年10月に休刊した『アルティマエース』から一部作品が、2013年10月に休刊した『コミック怪』から一部作品が移籍してきた。Webマンガ誌『コミックNewtype』が創刊され一部作品が移籍していった。
2018年4月から2019年2月にかけて、あすか編集部並びにKADOKAWAの漫画誌『ハルタ』『電撃マオウ』の漫画編集者が有志で作成した小冊子『青騎士』が全6号で付属。Asuka掲載作家による新作も掲載された。この『青騎士』は後に隔月刊の独立誌となり、2021年4月20日に刊行を開始している。

## 現在の掲載作品
2024年11月号現在
- 怪異、はじめました。（獅子堂ナリ）[4]
- 華燭演舞シュシュ（葵はづき）[5]
- KATANA（かまたきみこ）[6]
- 金魚屋さんのかりそめ夫婦（天倉ふゆ）
- 月華国奇医伝（ひむか透留）[7]
- こはるの空とアニマルライフ（加藤えりこ）
- 上海ルーザー（叶輝）
- 神仙桃娘 宮廷の贄（上地優歩）[5]
- スローステップ朔太郎（作画：叶輝、脚本：朝待夜駆）
- ただいま廃街（昴カズサ）[8]
- ドーンダンス（庄野晶）
- 八王子名物 天狗の恋（七尾朋）※連載開始時は「つきづきよし」名義[9]
- 平安医学少女異聞（佐々木つかさ）[5]
- また来週、あなたの器でいただきます（小川茉莉）
- Mr.マロウブルー（サマミヤアカザ）[10]
- 百千さん家のあやかし王子-継-（硝音あや）
- 夜の檸檬にリクエスト（藤也卓巳）
- 結婚したい竜宮さんは上陸しました（朱子すず）
- ルエント幻獣調整師（あべまりな）[8]
- ロネと青い駒鳥（浅見鶴子）
- わたしって害悪ですか？ 〜お花畑声優厨の場合〜（岩城そよご、脚本：科丈ひとな〔セブンデイズウォー〕）
- 四月一日の雨（k）[4]

休載中 or 完結か不明の作品
- 恋と終末のグリムリーパー（緒崎カホ）[11]

### 現在休載中の作品
- X（CLAMP）
- キラーキラー（湖住ふじこ）
- 四ノ宮くんには理由がある（小田切ほたる）
- 断罪のドラグネット（原作・脚本：椹野道流、作画：小田すずか）
- リュシオルは夢をみる（森川侑）[12][13]

## 過去に連載されていた主な作品

### あ行
- 愛Q楽園（漫画：S.濃すぎ、原作・脚本・クイズ監修：セブンデイズウォー）
- 愛のカンパネラ（カニムツヤ）
- 愛俺!〜男子校の姫と女子校の王子〜（新條まゆ）
- 蒼のマハラジャ（神坂智子）
- 悪魔学者サラ＝コルネリウスの大事典（藤也卓巳）
- あひるの王子さま（森永あい）
- 赤き月の廻るころ（作画：音中さわき、原作：岐川新、キャラクター原案：凪かすみ）
- あやはとり召喚帖（作画：梶山ミカ、ストーリー原案：橋本夏鳴）
- アンジェリーク（作画：由羅カイリ、著作権：KOEI）
- イマドキ青春（カワハラ恋）
- うそつきエンゲージ（山田シロ）
- うちの執事が言うことには（作画：音中さわき、原作：高里椎奈、キャラクター原案：佐原ミズ）
- うちの陛下が新米で。（湖住ふじこ）
- 裏切りは僕の名前を知っている（小田切ほたる）
- 美しビルの解かない探偵（緒崎カホ）
- エイタパ・ニーチ協奏曲（あべまりな）
- 干支ロワイヤル（御守リツヒロ）[14]
- Elysion 二つの楽園を廻る物語 （作画：木下さくら、解釈・構成：十文字青、原作：Sound Horizon ）
- A+B -エンジェル+ブラッド-（阿倍野ちゃこ）
- 王国の鍵（紫堂恭子）
- 王子はただいま出稼ぎ中（作画・キャラクター原案：サマミヤアカザ、原作：岩城広海）
- 逢魔警察 ソラとアラシ（巣田祐里子）
- お父さんの休日（伊藤理佐）
- 首の姫と首なし騎士（作画： 蒼崎律、原作： 睦月けい、キャラクター原案：田倉トヲル）
- オオカミさんと!（神田はるか）

### か行
- 怪物少女図鑑（朱子すず）
- 確率捜査官 御子柴岳人（作画：マジコ!、原作：神永学）
- 影執事マルクの手違い（作画・キャラクター原案：COMTA、原作：手島史詞）
- 影時さまのくれなゐ後宮（硝音あや）
- カタシロとメランコリー（加藤えりこ）[15]
- かわたれ時の箱者街（鳩也直）
- 鎌倉デコフライフ（田中智）
- カミサマ×おれさま×旦那様!?（サカノ景子）
- 神様ゲーム（作画：吉村工、原作：宮崎柊羽、キャラクター原案：七草）
- 宮廷神官物語（作画・キャラクター原案：カトーナオ、原作：榎田ユウリ）
- 今日から㋮のつく自由業!（作画：松本テマリ、原作：喬林知）
- 劇場版 ATARU （作画：寺井赤音、脚本：櫻井武晴）
- 源氏物語 千年の謎（作画：宮城とおこ、原作：髙山由紀子）
- コードギアス 反逆のルルーシュ（作画：マジコ!、ストーリー原案：大河内一楼・ 谷口悟朗）
- 胡鶴捕物帳（片桐美亜）
- こはる日和とアニマルボイス（加藤えりこ）
- 狐狸の花盗り（朱子すず）
- こもれび商店街のチェンジングワンダー（葵はづき）
- コンダクター（作画：野奇夜、原作：神永学）

### さ行
- 彩雲国物語（作画・キャラクター原案：由羅カイリ、原作：雪乃紗衣）
- 桜の森の鬼暗らし（黒榮ゆい）
- サムライドライブ（湖住ふじこ）
- 残月、影横たはる辺（叶輝）
- シノビ四重奏（ひむか透留）
- ジャック・ジャンク・ジャンキー（旭晨薫）
- シャラクナ 〜怪奇心霊見聞録〜（長乃あきら）
- 新世紀エヴァンゲリオン 碇シンジ探偵日記（作画：吉村工、原作：カラー）
- 新世紀エヴァンゲリオン 学園堕天録（作画：眠民、原作：GAINAX・カラー）
- 新世紀エヴァンゲリオン 鋼鉄のガールフレンド2nd（作画：林ふみの、原作：GAINAX・カラー）
- 新米住職さんと不可思議な日々（鈴白ねりた）
- 心霊探偵 八雲（作画：小田すずか、原作：神永学）
- SAINT（赤石路代）
- 声優一年生（如月弘鷹）
- 戦国BASARA3〜鬼神のごとく〜（作画：樋口大輔、監修・協力： カプコン）
- 千夜のキスできみを殺して（壱コトコ）

### た行
- 男子高生の拝み屋修行（桜屋えん）
- 探偵・日暮旅人の探し物（作画：すがはら竜、原作：山口幸三郎、キャラクター原案：煙楽）
- 月の沈むまで（宮城とおこ）
- D・N・ANGEL（杉崎ゆきる）
- テイルズ オブ ジ アビス 追憶のジェイド（作画：狩野アユミ、シナリオ：実弥島巧、原作：バンダイナムコゲームス）
- 天馬の血族（竹宮惠子）
- 天藍のメメント（紗与イチ）
- とある空言、ボクの秘密（鳩也直）
- 東京デッドライン（坂本あきら）
- 東方妖遊記（作画：マジコ!、原作：村田栞、キャラクター原案：伊藤明十）
- 特等添乗員αの難事件（作画：蒼崎律、原作：松岡圭祐、キャラクター原案：清原紘）
- トンプソン（ハラヤス）

### な行
- 1001（杉崎ゆきる）
- 何モナイ君タチヘ（鳩也直）[15]
- ネオ アンジェリーク（作画：梶山ミカ、原案：ルビー・パーティー、キャラクター原案：由羅カイリ）

### は行
- ハーレムビートは夜明けまで（高嶋上総）
- バッテリー（作画：柚庭千景、原作：あさのあつこ）
- 初華咲いたか（藤也卓巳）
- ハデスさまの無慈悲な婚姻（上地優歩）
- 花のあすか組!（高口里純）
- 花は桜よりも華のごとく（作画・キャラクター原案：サカノ景子、原作：河合ゆうみ）
- H.A.B.不可侵絶対領域（このえ凜）
- 薔薇嬢のキス（硝音あや）
- バラッド×オペラ（サマミヤアカザ）
- ビブリア古書堂の事件手帖（原作：三上延、漫画：ナカノ、キャラクター原案：越島はぐ）
- 姫様騎士’s（倖野すず）
- 百器徒然袋 雲外鏡　薔薇十字探偵の然疑（作画：志水アキ、原作：京極夏彦）
- 百器徒然袋 面霊気 薔薇十字探偵の疑惑（作画：志水アキ、原作：京極夏彦）
- 百年と魔女（ハラヤス）
- ¥十億少女（酒井美羽）
- ピンクとグレー（作画：藤崎みお、原作：加藤シゲアキ）
- FOGGY FOOT（紗与イチ）
- 祓魔師な嫁ですが。（風都ノリ）
- ブナの森のアリア（秋鹿ユギリ）
- ブラフマーゲーム（獅子堂ナリ）
- プロメテウスの枷鎖（藤也卓巳）
- “文学少女”と恋する詩人（作画：日吉丸晃、原作：野村美月、キャラクター原案：竹岡美穂）
- ブラッディ+メアリー（サマミヤアカザ）
- ベルと紫太郎（伊田チヨ子）
- ペンと鍵、10％な僕等（椎名論）※短期集中連載
- 封神しない演義（サカノ景子）

### ま行
- 魔境学園風雲記ハイパーハーフ&ハーフ （巣田祐里子）
- 身代わり伯爵の冒険（作画：柴田五十鈴、原作：清家未森、キャラクター原案：ねぎしきょうこ）
- 未来の飛行機野郎ハルト（S.濃すぎ）
- 明治東亰恋伽 朧ノ刻の戯曲（作画：陽向ひより、原案・監修：ドワンゴ・魚住ユキコ、キャラクターデザイン：かる）
- 明治浪漫綺話（音中さわき）
- 百千さん家のあやかし王子（硝音あや）
- ももへの手紙（作画：北見明子、原案：沖浦啓之）
- モンスターとペアレント（紗与イチ）

### や行
- やくにゃん（右野マコ）
- 山田太郎ものがたり（森永あい）
- ゆるい関（トニー・ミカ）
- よしわら花おぼろ（音中さわき）
- よつば男子寮戦線（たもつ葉子）

### ら行
- 雷桜（作画：八咫緑、原作：宇江佐真理）
- ラグーンエンジン（杉崎ゆきる）
- Real Rode〜ガール・ミーツ・プリンス〜（作画：日本かぐら、原作：角川書店、キャラクター原案：由良）
- 瑠璃の風に花は流れる（作画・キャラクター原案：由貴海里、原作：槇ありさ）
- 恋愛フラグ0女子の迷走（右野マコ）[14]
- レンタルマギカ（作画：成宮アキホ、原作：三田誠、キャラクター原案：pako）

### わ行
- WARNING（麻々原絵里依）
- 我ら祭華高校 ミステリアス解決部（朔坂みん）
- ワレワレワ宇宙人ダ!!（朱子すず）
- ONE×3（雪リコ）

## コミックNewtypeへ移籍した作品
- ZONE-00（九条キヨ）
- トリニティ・ブラッド（作画：九条キヨ、原作：吉田直）
- 花、むすぶ君へ（青井みと）[16]
- 真夜中のオカルト公務員（たもつ葉子）
- 桃組プラス戦記（左近堂絵里）
- 幽霊船クロニクル（瀬川はじめ）

## 発行部数
- 2003年9月1日 - 2004年8月31日、38,000部[17]
- 2004年9月 - 2005年8月、35,750部[17]
- 2005年9月1日 - 2006年8月31日、45,834部[17]
- 2006年9月1日 - 2007年8月31日、40,000部[17]
- 2007年10月1日 - 2008年9月30日、42,834部[17]
- 2008年10月1日 - 2009年9月30日、33,334部[17]
- 2009年10月1日 - 2010年9月30日、37,084部[17]
- 2010年10月1日 - 2011年9月30日、31,334部[17]
- 2011年10月1日 - 2012年9月30日、28,209部[17]
- 2012年10月 - 2012年12月、27,667部[18]

## 映像化

### アニメ化
| 作品                         | 放送年 | アニメーション制作 | 備考 |
| ---------------------------- | ------ | ------------------ | ---- |
| X -エックス-                 | 2001年 | マッドハウス       |      |
| D・N・ANGEL                  | 2003年 | XEBEC              |      |
| 裏切りは僕の名前を知っている | 2010年 | J.C.STAFF          |      |
| 百千さん家のあやかし王子     | 2024年 | ドライブ           |      |

| 作品         | 公開年 | アニメーション制作 | 備考 |
| ------------ | ------ | ------------------ | ---- |
| X -エックス- | 1996年 | マッドハウス       |      |

| 作品                          | 発売年          | アニメーション制作 | 備考 |
| ----------------------------- | --------------- | ------------------ | ---- |
| 花のあすか組!                 | 1987年 - 1990年 | 東映動画           |      |
| 江口寿史のなんとかなるでショ! | 1990年          | マッドハウス       |      |

本誌から掲載誌を移籍後にテレビアニメ化された作品だと『CLAMP学園探偵団』、『真夜中のオカルト公務員』もある。

### 実写化
| 作品                 | 放送年               | 制作                 | 備考                               |
| -------------------- | -------------------- | -------------------- | ---------------------------------- |
| 花のあすか組!        | 1988年               | 東映、フジテレビ     |                                    |
| べにすずめたちの週末 | 1993年               | 宝塚映像、関西テレビ |                                    |
| 秋日子かく語りき     | 1994年（第1作）      | 朝日放送、MMJ        | タイトルは「幽霊女子高生」         |
| 秋日子かく語りき     | 2004年（第2作）      | NHK名古屋放送局      | タイトルは「ちょっと待って、神様」 |
| 山田太郎ものがたり   | 2001年（台湾ドラマ） | N/A                  | タイトルは「貧窮貴公子」           |
| 山田太郎ものがたり   | 2007年（国内ドラマ） | TBSテレビ            |                                    |
| ぴー夏がいっぱい     | 2007年（台湾ドラマ） | N/A                  | タイトルは「熱情仲夏」             |

| 作品                    | 公開年 | 配給                  | 備考 |
| ----------------------- | ------ | --------------------- | ---- |
| 花のあすか組!           | 1988年 | 東宝                  |      |
| 毎日が夏休み            | 1994年 | KUZUIエンタープライズ |      |
| 愛を歌うより俺に溺れろ! | 2012年 | 角川映画              |      |